# Myrmecia arnoldi
Myrmecia arnoldi är en myrart som beskrevs av Clark 1951. Myrmecia arnoldi ingår i släktet bulldoggsmyror, och familjen myror. Inga underarter finns listade i Catalogue of Life.